# Ideoroncus anophthalmus
Ideoroncus anophthalmus är en spindeldjursart som beskrevs av Volker Mahnert 1984. Ideoroncus anophthalmus ingår i släktet Ideoroncus och familjen Ideoroncidae. Inga underarter finns listade i Catalogue of Life.